# Inégalité de Pedoe
 (mars 2025).
En géométrie, l'inégalité de Pedoe (ou inégalité de Neuberg-Pedoe ), portant les noms de Daniel Pedoe (1910-1998) et de Joseph Neuberg (1840-1926), stipule que si a, b et c sont les longueurs de côtés d'un triangle d'aire s, et A, B et C celles d'un triangle d'aire S, alors
{\displaystyle A^{2}(b^{2}+c^{2}-a^{2})+B^{2}(a^{2}+c^{2}-b^{2})+C^{2}(a^{2}+b^{2}-c^{2})\geqslant 16Ss,\,}
avec égalité si et seulement si les deux triangles sont semblables avec comme couples de côtés correspondants ( A, a ), ( B, b ) et ( C, c ).
L'expression de gauche n'est pas seulement symétrique sous l'une des six permutations de l'ensemble { ( A , a ), ( B , b ), ( C , c ) }, mais — de façon moins évidente — elle reste inchangée si a est échangé avec A, b avec B, et c avec C. En d’autres termes, c’est une fonction symétrique du couple formé par les triangles.
L'inégalité de Pedoe est une généralisation de l'inégalité de Weitzenböck, obtenue dans le cas où l'un des triangles est équilatéral.
Pedoe l'a découverte en 1941 et l'a publiée par la suite dans plusieurs articles. Plus tard, il apprit qu'elle était déjà connue de Neuberg au 19ème siècle, mais ce dernier n'a pas prouvé que l'égalité impliquait la similitude des deux triangles.

## Démonstration
Par la formule de Héron, les aires des deux triangles s'écrivent :
{\displaystyle 16s^{2}=(a+b+c)(a+b-c)(a-b+c)(b+c-a)=(a^{2}+b^{2}+c^{2})^{2}-2(a^{4}+b^{4}+c^{4})}
{\displaystyle 16S^{2}=(A+B+C)(A+B-C)(A-B+C)(B+C-A)=(A^{2}+B^{2}+C^{2})^{2}-2(A^{4}+B^{4}+C^{4})}
En utilisant l'inégalité de Cauchy-Schwarz, on obtient,
{\displaystyle 16Ss+2a^{2}A^{2}+2b^{2}B^{2}+2c^{2}C^{2}}
{\displaystyle \leqslant {\sqrt {(16s^{2}+2a^{4}+2b^{4}+2c^{4})}}{\sqrt {(16S^{2}+2A^{4}+2B^{4}+2C^{4})}}}
{\displaystyle =(a^{2}+b^{2}+c^{2})(A^{2}+B^{2}+C^{2})}
Donc,
{\displaystyle 16Ss\leqslant A^{2}(a^{2}+b^{2}+c^{2})-2a^{2}A^{2}+B^{2}(a^{2}+b^{2}+c^{2})-2b^{2}B^{2}+C^{2}(a^{2}+b^{2}+c^{2})-2c^{2}C^{2}}
{\displaystyle =A^{2}(b^{2}+c^{2}-a^{2})+B^{2}(a^{2}+c^{2}-b^{2})+C^{2}(a^{2}+b^{2}-c^{2})}
d'où le résultat.
Il y a égalité si et seulement si {\displaystyle {\tfrac {a}{A}}={\tfrac {b}{B}}={\tfrac {c}{C}}={\sqrt {\tfrac {s}{S}}}}, c'est-à-dire ssi les deux triangles sont semblables.